# Tecnologia apropriada
A tecnologia apropriada ou tecnologia adequada é um movimento (e suas manifestações) que abrange a escolha e a aplicação tecnológica em pequena escala, acessível à população local, descentralizada, intensiva em termos de mão de obra, energeticamente eficiente, ambientalmente sustentável e localmente autônoma. Foi originalmente formulada como tecnologia intermediária pelo economista Ernst Friedrich "Fritz" Schumacher em seu trabalho Small Is Beautiful. Tanto Schumacher quanto muitos defensores modernos da tecnologia apropriada também enfatizam a centralidade das pessoas no conceito.
A tecnologia apropriada tem sido usada para resolver problemas em muitos campos. Exemplos bem conhecidos de aplicações de tecnologia apropriada incluem: bombas de água movidas a bicicleta e à mão (e outros equipamentos auto-alimentados), o descascador de nozes universal, lâmpadas solares autônomas e projetos de construção solar passiva. Hoje, a tecnologia apropriada é frequentemente desenvolvida usando princípios de código aberto, que levaram à tecnologia apropriada de código aberto (OSAT); portanto, muitos dos projetos da tecnologia apropriada podem ser encontrados livremente na Internet. OSAT foi proposto como um novo modelo para possibilitar a inovação visando ao desenvolvimento sustentável.
A tecnologia apropriada normalmente é discutida em relação ao desenvolvimento econômico e como uma alternativa à transferência de tecnologia de maior intensidade de capital proveniente de nações industrializadas para países em desenvolvimento. No entanto, movimentos em prol da tecnologia apropriada podem ser encontrados em países tanto desenvolvidos quanto e em desenvolvimento. Nos países desenvolvidos, o movimento pela tecnologia apropriada surgiu da crise energética da década de 1970 e se concentra principalmente em questões ambientais e de sustentabilidade. Atualmente, o conceito é multifacetado: em alguns contextos, a tecnologia apropriada pode ser descrita como o nível mais simples de tecnologia que pode atingir o propósito pretendido, enquanto em outros, pode se referir à engenharia que leva em consideração as implicações sociais e ambientais. As facetas estão conectadas por meio de robustez (tolerância a falhas) e a um estilo de vida sustentável.